# Acció Catalana (publicació)
Acció Catalana fou una publicació periòdica editada entre el 20 juliol 1922 i el 25 juny 1923 pel partit polític Acció Catalana. En el moment de la seva sortida tenia una periodicitat setmanal amb un preu de vint-i-cinc cèntims de pesseta, a partir del segon any va passar a editar-se quinzenalment.
El partit Acció Catalana fundat a Barcelona el juny de 1922 arran d'una escissió de les joventuts de la Lliga Regionalista. Tenia dos mitjans per difondre el seu ideari polític, el diari La Publicitat i el setmanari Accio Catalana, en aquest i col·laboraren, J.V.Foix, Carles Soldevila i Joan Draper entre d'altres.